# Pierre Madesclaire
Pierre Auguste Madesclaire est un homme politique français né le 24 mars 1803 à Tulle (Corrèze) et mort le 20 décembre 1885 à Tulle.

## Biographie
Brasseur à Tulle, il est conseiller municipal et commandant de la garde nationale. Opposant à la monarchie de Juillet, il est député de la Corrèze de 1848 à 1851, siégeant au groupe d'extrême gauche de la Montagne,.

## Sources
- « Pierre Madesclaire », dans Adolphe Robert et Gaston Cougny, Dictionnaire des parlementaires français, Edgar Bourloton, 1889-1891 [détail de l’édition]